# Yūsuke Segawa
Yūsuke Segawa (瀬川 祐輔 Segawa Yūsuke?, Tokio, 7 de febrero de 1994) es un futbolista japonés que juega como delantero en el Kashiwa Reysol de la J1 League.

## Trayectoria

### Clubes
| Club                | País  | Año       |
| ------------------- | ----- | --------- |
| Thespakusatsu Gunma | Japón | 2016      |
| Omiya Ardija        | Japón | 2017      |
| Kashiwa Reysol      | Japón | 2018-2021 |
| Shonan Bellmare     | Japón | 2022      |
| Kawasaki Frontale   | Japón | 2023-2025 |
| Kashiwa Reysol      | Japón | 2025-     |

## Palmarés

### Títulos nacionales
| Título             | Club              | País  | Año  |
| ------------------ | ----------------- | ----- | ---- |
| Copa del Emperador | Kawasaki Frontale | Japón | 2023 |
| Supercopa de Japón | Kawasaki Frontale | Japón | 2024 |